# Okenia cupella
Okenia cupella (Vogel & L.P. Schultz, 1970) è un mollusco nudibranchio della famiglia Goniodorididae.

## Distribuzione e habitat
La specie è diffusa nell'oceano Atlantico, sia sul versante occidentale (Mare Caraibico, sulle coste di Cuba) che su quello occidentale (Spagna e Francia).